# Magyar Mozgókép Díj a legjobb női mellékszereplőnek
A Magyar Mozgókép Díj a legjobb női mellékszereplőnek (korábban Magyar Filmdíj) elismerés a 2014-ben alapított Magyar Filmdíjak egyike, amelyet a Magyar Filmakadémia (MFA) tagjainak szavazata alapján ítélnek oda egy-egy év magyar filmtermésében mellékszereplőként legjobb alakítást nyújtó színésznőnek.
A díjra történő jelölés nem automatikus; arra azon művek alkotói jöhetnek számításba, amelyeket beneveztek a Magyar Mozgókép Fesztiválra. Nevezni az előző év január 1. és december 31. között moziforgalmazásba került vagy kerülő (forgalmazói szándéknyilatkozattal rendelkező), illetve televíziós csatorna műsorára tűzött, vagy nemzetközi filmfesztiválon versenyben vagy versenyen kívül szerepelt művet lehet.
Miután a Filmakadémia színész szekciójának tagjai január 1-je és 31-e között megnézték a benevezett műveket, titkos szavazással kiválasztják saját szakmájuk öt jelöltjét, akik felkerülnek a jelöltek listájára.
A listát február 1-jén hozzák nyilvánosságra. A jelölt alkotásokat a Magyar Filmhét műsorára tűzik.
A második körben az Akadémia tagjai e szűkített listáról választják ki egy újabb titkos szavazás során a díjra érdemesnek tartott művészt.
Az ünnepélyes díjátadóra Budapesten, a Magyar Filmhetet lezáró gálán kerül sor minden év március elején.

## Díjak és jelölések
A nyertesek a táblázat első sorában, félkövérrel vannak jelölve. 2021 óta az alkotói teljesítményeket a műfajokat összevonva értékelik.
| Év (Gála)                | Díjazottak és jelöltek | Megjegyzés               |
| Csak játékfilm kategória | Csak játékfilm kategória | Csak játékfilm kategória |
| ------------------------ | --- | ------------------------ |
| 2016 (1.)                | - Csákányi Eszter – Utóélet - Gubík Ági – Liza, a rókatündér - Jordán Adél – Isteni műszak - Molnár Piroska – Liza, a rókatündér - Petrik Andrea – Hajnali láz                                  |                          |
| 2017 (2.)                | - Ónodi Eszter – Halj már meg! - Payer Alma Virág – Halj már meg! - Sztarenki Dóra – A martfűi rém - Trokán Nóra – Kút - Udvaros Dorottya – Kút                                                 | [ 5 ]                    |
| 2018 (3.)                | - Tenki Réka – Testről és lélekről - Békés Itala – Testről és lélekről - Kováts Adél – Budapest Noir - Nagy Mari – 1945 - Trokán Anna – Szeretföld                                              | [ 6 ]                    |
| 2019 (4.)                | - Monori Lili – Rossz versek - Bánsági Ildikó – Az Úr hangja - Börcsök Enikő – A hentes, a kurva és a félszemű - Döbrösi Laura – Örök tél - Láng Annamária – Egy nap                            | [ 7 ]                    |
| 2020 (5.)                | Nem osztották ki. | Nem osztották ki.        |
| Összevont kategória      | |                          |
| 2021                     | Nem osztották ki. | Nem osztották ki.        |
| 2022                     | Nem osztották ki. | Nem osztották ki.        |
| 2023                     | - Tóth Ildikó – Blokád - Szandtner Anna – Larry - Tankó Erika – Magasságok és mélységek - Balsai Móni – Hat hét - Kerekes Vica – Hétköznapi kudarcok                                            | [ 8 ] [ 9 ]              |
| 2024                     | - Mészáros Blanka – Semmelweis - Spilák Klára – Majdnem menyasszony - Szamosi Zsófia – Tündérkert – Kísértések kora - Bordán Lili – Hadik - Csobot Adél – Cicaverzum                            | [ 10 ] [ 11 ] [ 12 ]     |
| 2025                     | - Tankó Erika – Egy százalék indián - Zsurzs Kati – Véletlenül írtam egy könyvet - Molnár Piroska – Ványa bácsi – Buborékkeringő - Eszenyi Enikő – Boldog emberek - Gál Réka Ágota – S.E.R.E.G. | [ 13 ] [ 14 ]            |